# Kronovall slot
Kronavall slot er et svensk slot i Fågeltofta sogn i Tomelilla kommune i Skåne. Det ligger mellem Tomelilla og Brösarp på Österlen.
Hovedbygningen har to beboelser og er opført i 1760. Den blev ombygget i 1890'erne til et slot i fransk barokstil med fløje, der har tårne, efter tegninger af Isak Gustaf Clason. Slottet ligger på en lille ø omgivet af en voldgrav.

## Historie
Da Skåne blev svensk, blev Kronavall i 1668 solgt til generalguvernøren i Skåne, friherre Gustaf Persson Banér. Det gik tilbage til kronen i 1692, men blev i 1709 givet tilbage til Banérs datter, Ebba, som dog snart solgte det. Fra slutningen af det 19. århundrede og frem til 1991 tilhørte slottet en gren af greveslægten Sparre. På det tidspunkt tilfaldt det via en donation fra ejerslægten en stiftelse med tilknytning til Riddarhuset. Denne stiftelse er i dag ejer af Kronavall og forvalter slottet og dets tilhørende jord på cirka 1500 hektar. Slottet blev i 1996 udlejet til familien Åkesson, men familien Sparre bebor fortsat en del af slottet.

## Slottets nuværende anvendelse
Åkesson vin AB har lavet Kronavall til Sveriges (pr. 2014) eneste vinslot. Otte meter under jordoverfladen er der i kælderen oplagret titusindvis af flasker svensk mousserende vin. Desuden er der hotelvirksomhed med konferencefaciliteter, restaurant samt vincafé med udeservering.

## Ejere af Kronavall
- Anders Sinclair
- Falck Lykke
- 1658-1668 Dorte Rosenkrantz
- 1668-1692 Gustaf Banér
- 1692-1709 Kronen
- 1709-1718 Ebba Banér
- 1718-1738 Peter Malmberg
- 1738-1744 Per Palmcreutz
- 1744-1754 Christina Frisenheim
- 1754-1764 Per Palmcreutz
- 1764-1769 Christina Palmcreutz
- 1769-1818 Beata Elisabeth von Essen af Zellie
- 1818-1875 Axel Hugo Raoul Hamilton
- 1875-1929 Alexandrine Anna Maria Hamilton gift med Carl Gustaf Sparre
- 1929- Eskil Sigge Leon Sparre af Sövdeborg
- Erik Carl Johan Sparre af Sövdeborg